# Franklin Hansen
Franklin Hansen (født, 2. maj 1897, død 13. januar 1982) var en amerikansk lydingenør. Han vandt en Oscar for bedste lydoptagelse i 1934 for filmen Farvel til våbnene og var nomineret yderligere 4 gange i samme kategori.

## Priser og nomineringer
Hansen vandt en Oscar og var nomineret 4 gange yderligere i kategorien bedste lydoptagelse
Vandt
- Farvel til våbnene (1932)

Nomineret
- Prinsgemalen (1930)[2]
- Cleopatra (1934)[3]
- Englands sønner (1935)[4]
- Texas-Legionen (1936)[5]